# ルールナンバー925

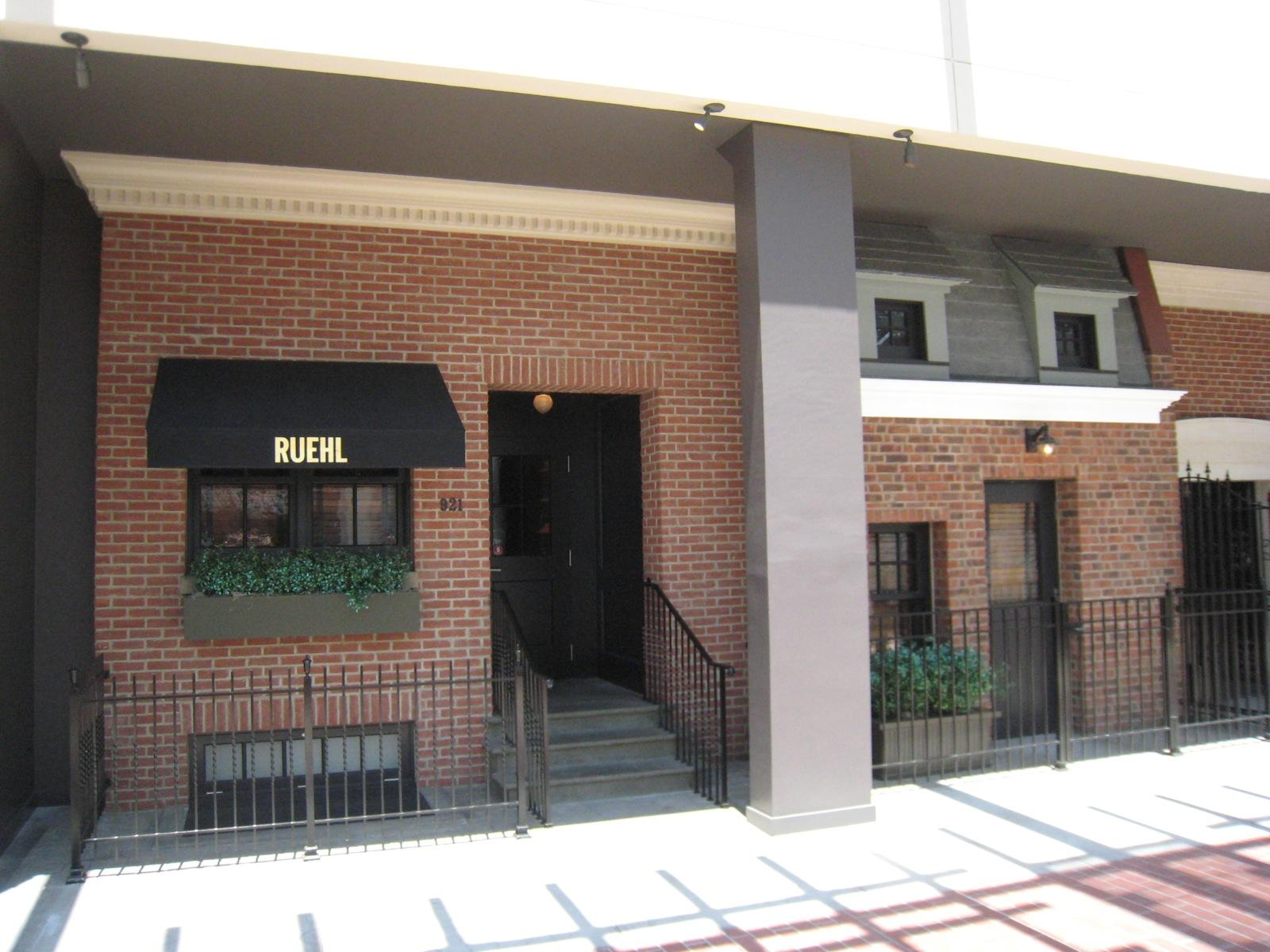
ルールナンバー925の店舗

ルールナンバー925（Ruehl No.925）は、アメリカ合衆国のカジュアル系ファッションブランドである。

## 概要
アバクロンビー&フィッチ社によって、2004年11月に創設されたブランドである。
アバクロンビー&フィッチや、その若者向けのセカンドラインであるホリスター等と比べると、大人向けの落ち着いたデザインが多く、販売元によると22～35歳をターゲットにしている。ロゴマークはフレンチ・ブルドッグで、ニューヨークのグリニッジ・ヴィレッジなどアメリカ東海岸を意識したデザインが特徴。
2010年1月までに閉店予定である。